# Ignaz Amadeus Tedesco
Ignaz Amadeus Tedesco (Praga, 1817 - Odessa, Ucraïna, 1882) fou un pianista i compositor austríac.
Anomenat l'“Hanníbal de les octaves”, perquè en la seva execució hi havia pocs pianistes que poguessin superar-lo. Feu ràpids progressos en el piano i fou escoltat per primera vegada en públic a Praga i després a Viena, quan només contava dotze anys. Deixeble, amb el temps, del cèlebre Václav Tomášek, després de diverses excursions artístiques per Alemanya, Rússia i Romania, establint-se a Odessa com a professor de piano, i va romandre sempre, salvat d'algunes excursions fetes a Hamburg i a Londres. Publicà algunes obres notables per a piano amb orquestra, capricis, diverses peces de saló, masurques, nocturns, rapsòdies, transcripcions, etc.